# Initiative Wissenschaft Hannover
Die Initiative Wissenschaft Hannover, Anfang 2007 gegründet, verbindet mehrere Hochschulen der Stadt mit wissenschafts- und hochschulnahen Institutionen und der Landeshauptstadt selbst, um die Attraktivität des Hochschul- und Wissenschaftsstandorts zu steigern, seine Internationalität zu fördern und die Rahmenbedingungen für Studierende zu verbessern. Koordiniert wird das Netzwerk in der Organisationseinheit „Wissenschaftsstadt Hannover“ im Büro des Oberbürgermeisters. Die Initiative und ihre Referenzprojekte sind Bestandteil des Stadtentwicklungsprogramms „Mein Hannover 2030“.
Im Wintersemester 2022/2023 zählte Hannover 49.906 Studierende, davon 7.421 ausländische Studierende (Anteil 15,1 %).
Im Rahmen der Exzellenzstrategie des Bundes und der Länder wurde beschlossen, ab 1. Januar 2019 für zunächst sieben Jahre in Hannover die Exzellenzcluster PhoenixD (Photonics, Optics, and Engineering - Innovation Across Disciplines), QuantumFrontiers (Light and Matter at the Quantum Frontier: Foundations of and Applications in Metrology), Hearing4all (Research for personalized treatment of hearing deficits) und RESIST (Resolving Infection Susceptibility) zu fördern.
Zahlreiche außeruniversitäre wissenschaftliche Einrichtungen haben in Hannover ihren Sitz. Im Jahr 2016 wurde das Niedersächsische Zentrum für Biomedizintechnik, Implantatforschung und Entwicklung (NIFE) geschaffen, um die transdisziplinäre Forschung und Entwicklung mit dem Schwerpunkt Implantatforschung in Niedersachsen zu bündeln.
Die Zusammenarbeit der hannoverschen Hochschulen und der Landeshauptstadt Hannover im Bereich der strategischen Internationalisierung wurde in einer Studie des British Council als wegweisend für Universitätsstädte im Vereinigten Königreich bezeichnet.

## Beteiligte Hochschulen und Institutionen
- Leibniz Universität Hannover
- Hochschule Hannover
- Medizinische Hochschule Hannover
- Hochschule für Musik, Theater und Medien Hannover
- Stiftung Tierärztliche Hochschule Hannover
- Fachhochschule für die Wirtschaft Hannover
- Leibniz-Fachhochschule
- Kommunale Hochschule für Verwaltung in Niedersachsen
- VolkswagenStiftung
- Studentenwerk Hannover
- Fraunhofer-Institut für Toxikologie und Experimentelle Medizin
- LIAG-Institut für Angewandte Geophysik
- Hannoverimpuls GmbH
- Landeshauptstadt Hannover

## Projekte

### Mediathek wissen.hannover.de
In der Mediathek wissen.hannover.de geben 14 Partner der Initiative seit März 2013 Tipps zu Studium, Studienfinanzierung und Forschung sowie zu Leben und Berufseinstieg in der Region. Zielgruppen sind Schüler in der Berufsorientierungsphase, Erstsemester, bildungsaffine junge Erwachsene sowie die Science-Community in der Region. Nach Einschätzung der Initiatoren ist das Kooperationsprojekt bundesweit einmalig, da sich in einer Region alle Hochschulen sowie viele weitere Partner aus der Wissenschaft und Stadt mit gemeinsamen HD-Videoproduktionen in einer Mediathek und auf Social Media für den Standort engagieren. Das Portal erhielt 2017 den goldenen Fox Award für überdurchschnittliche Effizienz-Performance in Marketing und Kommunikation. Die Jury lobte das Videoportal der Initiative Wissenschaft Hannover als „beeindruckende Pionierleistung und inspirierendes Vorzeigebeispiel“. Anerkennung gibt es auch in der Fachliteratur zu Webvideos in der Wissenschaftskommunikation. Auf Facebook informiert die Initiative über Videoproduktionen und Veranstaltungen der Partner-Einrichtungen. Ein Redaktionsteam der beteiligten Einrichtungen verständigt sich zu der thematischen Ausrichtung. Koordiniert wird das Projekt von der Organisationseinheit „Wissenschaftsstadt Hannover“. Das operative Management liegt bei der hannoverimpuls GmbH. Die Hannover Internet GmbH betreibt das Portal in der Portalfamilie www.hannover.de. Hauptsponsor ist die Madsack Mediengruppe. TVN übernimmt die Video-Redaktion und Clip-Produktion. Die Initiative informiert außerdem tagesaktuell über Studium, Lehre und Forschung auf dem Internetportal von Stadt und Region unter der Domain www.science-hannover.de.

### November der Wissenschaft
Seit 2008 wird in einem Abstand von zwei Jahren der „November der Wissenschaft“ in Hannover ausgerichtet. Mehr als 70 Einrichtungen aus Hochschule, Wissenschaft, Schule und Kultur laden drei Wochen lang zu rund 250 Veranstaltungen ein. Das Spektrum reicht von Mitmachangeboten für Familien über Schülerprojekte bis zu Symposien für das Fachpublikum. 2018 wurden 45.000 Besucher gezählt. Aufgrund der Corona-Pandemie entfiel 2020 der November der Wissenschaft und findet nun seit November 2021 im zweijährigen Rhythmus als Knowember der Wissenschaft statt.

### innovercity im Aufhof
Unter dem Motto „Wissen schafft Innovationen“ realisierten die hannoverschen Hochschulen und die Landeshauptstadt von Mai 2023 bis Juli 2024 mit dem Projekt innovercity eine Zwischenraumnutzung in dem leerstehenden Galeria Kaufhaus in der Innenstadt, Seilwinderstraße/Schmiedestraße. Innovercity wurde von der Hochschule Hannover mit ihrem Entrepreneurship-Center NEXSTER in Kooperation mit der Initiative Wissenschaft Hannover entwickelt und vom niedersächsischen Ministerium für Wissenschaft und Kultur gefördert. Auf 5.000 m² Fläche der innovercity fanden 259 Veranstaltungen statt, 179 Veranstaltungstage sowie der Knowember der Wissenschaft und zahlreiche weitere Kooperationsformate im Aufhof mit Stadtgesellschaft, Wirtschaft und Wissenschaft. Das Projekt innovercity und der Aufhof erhielten bundesweite Aufmerksamkeit, wie bspw. das Zertifikat Stadtimpuls vom Deutschen Städtetag u. a. Die Platform innovercity wird von der Hochschule Hannover digital fortgesetzt.

### Handlungsprogramm Willkommenskultur für internationale Studierende
Mit dem Handlungsprogramm wollen die hannoverschen Hochschulen, das Studentenwerk, die Agentur für Arbeit und die Stadtverwaltung die Willkommenskultur für internationale Studierende stärken. Mehr als 60 Einzelmaßnahmen zu „Wohnen“, „Studienfinanzierung“, „Integration, Diversity und Antidiskriminierung“,„Perspektiven – Bleiben oder gehen?“ sowie „Hochschulzugang für geflüchtete Menschen“ wurden entwickelt oder verstärkt. Die Bertelsmann-Stiftung hatte Hannover zur Pilotregion für die Studie „Willkommenskultur für internationale Studierende“ ausgewählt. 18 Monate lang begleitete die Stiftung den Prozess. Die Ergebnisse werden bundesweit anderen Hochschulstandorten zur Verfügung gestellt.
Mit der Wohnraumkampagne „Lasst uns nicht im Regen stehen“ startete die Initiative Wissenschaft Hannover zum Wintersemester 2019/2020 zum vierten Mal einen Aufruf an Privatvermieter, bezahlbaren Wohnraum an internationale Studierende zu vermieten. Die Kampagne war auf der Shortlist der bundesweiten Auszeichnung „Politikaward 2018“.

### Europa
Mit einer Social-Media-Kampagne setzte das Netzwerk sein europäisches Engagement fort und rief Studierende und Forschende zur Teilnahme an der Wahl zum Europäischen Parlament 2024 auf. 9 Clips auf Instagram erreichten 60.000 Konten. Die Landeshauptstadt und die Initiative Wissenschaft waren 2015–2019 Teil des EU-Projekts NUCLEUS „New Understanding of Communication, Learning and Engagement in Universities and Scientific Institutions“. Das Projekt wurde von der EU-Kommission aus Mitteln des Programms Horizon 2020 gefördert. Seit 2018 ist die Landeshauptstadt Hannover Mitglied der European Science Engagement Association.

### Dual Career Netzwerk
Das „Dual Career Netzwerk“ unterstützt Doppelkarrierepaare beim beruflichen Neustart in der Region. Es richtet sich an die Partner von neu berufenen Professoren, Nachwuchsführungskräften aus der Wissenschaft und Wirtschaft und wird von der Leibniz-Universität koordiniert.

### Study and Stay
Jeder zweite Studienabsolvent aus Hannover nimmt in der Region seine erste Beschäftigung auf. Die Initiative „Study and Stay“ fördert die Vernetzung von Wirtschaft, Wissenschaft und Hochschule durch Exkursionen, Career-Days und Beratungsangebote. Ziel ist es, Fachkräfte zu gewinnen und jungen Menschen berufliche Perspektiven aufzuzeigen.

### Leibnizstadt Hannover
Anlässlich des 375. Geburtstages von Gottfried Wilhelm Leibniz am 1. Juli 2021 hat die Landeshauptstadt Hannover in den Herrenhäuser Gärten eine digitale Gartenrallye mit Rätseln rund um das Universalgenie für Menschen ab 14 Jahren installiert. In den Folgejahren wurde das digitale Angebot weiter ausgebaut. Die Landeshauptstadt und die Leibniz-Universität richteten vom 1. Juli 2010 bis 30. Juni 2017 eine Leibniz-Stiftungsprofessur ein. Als Stiftungsprofessor wurde Wenchao Li berufen. Anlässlich des 300. Todestages von Gottfried Wilhelm Leibniz am 14. November 2016 haben zahlreiche Einrichtungen gemeinsam das Leibniz-Jahr 2016 veranstaltet. Zu dem Programm mit mehr als 100 Veranstaltungen zählten der 10. Internationale Kongress der Gottfried-Wilhelm-Leibniz-Gesellschaft, wissenschaftliche Vorträge, die Leibniz Geocaching-Tour Leibniz Ge(o)heimnisse sowie Ausstellungen und Angebote für Kinder und Familien.

### Sommeruni in der Leibnizstadt
2010 lud die Leibniz-Universität zusammen mit der Landeshauptstadt Hannover erstmals im August und September zur dreiwöchigen Sommeruni ein. Bei dieser jährlichen Veranstaltung bieten rund 20 Wissenschaftler aus verschiedenen Disziplinen Vorträge, Seminare, Workshops und Führungen durch ihre Forschungseinrichtungen an.

### Tagungszentrum Schloss Herrenhausen
Nach fast 70 Jahren wurde auf Initiative der Volkswagenstiftung mit dem Wiederaufbau von Schloss Herrenhausen die Lücke im Ensemble der Herrenhäuser Gärten geschlossen. Die ehemalige Sommerresidenz der Welfen wird als Tagungszentrum und Museum genutzt. Das Tagungszentrum wurde am 18. Januar 2013 eröffnet und beherbergt vor allem Veranstaltungen rund um Wissenschaft und Kultur. Zu den Veranstaltungsreihen der Stiftung gehören die „Herrenhäuser Gespräche“, das „Herrenhäuser Forum“ sowie die „Herrenhäuser Symposien“. Seit 2021 wird der Knowember der Wissenschaft hier eröffnet.

### Wissenschaftliche Sozietät zu Hannover
Die Wissenschaftliche Sozietät wurde 2014 von verschiedenen Wissenschaftlern zusammen mit Oberbürgermeister Stefan Schostok gegründet. Der eingetragene Verein verfolgt das Ziel, die Wissenschaft in der Tradition von Gottfried Wilhelm Leibniz besonders an seinem Wirkungsort Hannover zu fördern. Im Mittelpunkt stehen interdisziplinäre Fragestellungen, die von gesellschaftlicher Relevanz sind und aus unterschiedlichen wissenschaftlichen Perspektiven diskutiert werden. Neben öffentlichen Veranstaltungen in Hannover finden im Sommer interdisziplinäre Doktorandenkolloquien statt.

### Festival der Philosophie
Das Festival der Philosophie wurde 2008 erstmals als Kooperation zwischen der Leibniz-Universität und der Landeshauptstadt unter dem Motto „Die Seele: Metapher oder Wirklichkeit?“ ausgerichtet. Das zweite Festival stellte 2010 das Verhältnis zwischen Mensch, Natur und Technik in den Mittelpunkt. Die dritte Auflage wurde 2012 unter dem Titel „Wieviel Vernunft braucht der Mensch“ veranstaltet. Das vierte Festival vom 13. bis 16. März 2014 mit Beteiligung der Landeshauptstadt Hannover stand unter dem Motto: „Wie bitte geht Gerechtigkeit?“. 9000 Gäste besuchten die rund 90 Veranstaltungen der 50 beteiligten Institutionen.